# Gael Martin
Gael Patricia Martin (z domu Mulhall, ur. 27 sierpnia 1956 w Melbourne) – australijska lekkoatletka specjalizująca się w pchnięciu kulą oraz w rzucie dyskiem, dwukrotna uczestniczka letnich igrzysk olimpijskich (Moskwa 1980, Los Angeles 1984), brązowa medalistka olimpijska z Los Angeles w pchnięciu kulą. 

## Sukcesy sportowe
- jedenastokrotna mistrzyni Australii w pchnięciu kulą – 1976, 1977, 1978, 1979, 1980, 1981, 1983, 1984, 1985, 1986, 1987[1]
- dziewięciokrotna mistrzyni Australii w rzucie dyskiem – 1977, 1978, 1979, 1980, 1981, 1983, 1984, 1986, 1987

| Rok  | Miasto      | Zawody                        | Konkurencja                 | Wynik                     |
| ---- | ----------- | ----------------------------- | --------------------------- | ------------------------- |
| 1977 | Canberra    | Igrzyska Konferencji Pacyfiku | pchnięcie kulą rzut dyskiem | złoty medal srebrny medal |
| 1978 | Edmonton    | Igrzyska Wspólnoty Narodów    | pchnięcie kulą rzut dyskiem | złoty medal srebrny medal |
| 1980 | Moskwa      | Igrzyska olimpijskie          | pchnięcie kulą              | 12. miejsce               |
| 1982 | Brisbane    | Igrzyska Wspólnoty Narodów    | pchnięcie kulą rzut dyskiem | srebrny medal             |
| 1983 | Helsinki    | Mistrzostwa świata            | pchnięcie kulą              | 11. miejsce               |
| 1984 | Los Angeles | Igrzyska olimpijskie          | pchnięcie kulą rzut dyskiem | brązowy medal 8. miejsce  |
| 1985 | Paryż       | Światowe igrzyska halowe      | pchnięcie kulą              | 7. miejsce                |
| 1985 | Berkeley    | Igrzyska Konferencji Pacyfiku | pchnięcie kulą rzut dyskiem | srebrny medal 4. miejsce  |
| 1986 | Edynburg    | Igrzyska Wspólnoty Narodów    | pchnięcie kulą rzut dyskiem | złoty medal               |

## Rekordy życiowe
- pchnięcie kulą – 19,74 – Berkeley 14/07/1984 (aktualny rekord Australii)
- rzut dyskiem – 55,88 – Los Angeles 11/08/1984